# テトラジェノコッカス属
テトラジェノコッカス属（Tetragenococcus）は、グラム陽性、好気性、中程度の好塩菌、非運動性のエンテロコッカス科に属する属である。この属のタイプ種であるTetragenococcus halophilusは、バクテリオシンを産生しバイオプリザベーション（天然の抗菌力）として味噌および醤油醸造に典型的な高度な好塩性を示す有用乳酸菌として利用されている。